# Kemp R. Niver
Kemp R. Niver (17 de outubro de 1911 - 15 de outubro de 1996) foi um diretor de fotografia e historiador de cinema estadunidense.

## Biografia
Nascido em Los Angeles, Niver escreveu vários livros e artigos sobre a história do cinema e foi fundamental para ajudar a preservar o trabalho dos cineastas da virada do século na coleção da Biblioteca do Congresso. Ele projetou uma impressora que permitiu preservar cerca de 3.000 desses primeiros filmes, alguns datados de 1894, transferindo as impressões de papel perecíveis da biblioteca para material convencional de filme de 16 milímetros. O projeto, que ele liderou, levou mais de 15 anos. Em 1954, Niver foi premiado com um Oscar honorário por seu trabalho no projeto.